# Jules Amédée Barbey d'Aurevilly
Jules-Amédée Barbey d'Aurevilly (Saint-Sauveur-le-Vicomte, 2 novembre 1808 – Parigi, 23 aprile 1889) è stato uno scrittore francese.
Esponenente del decadentismo e noto dandy, cattolico e conservatore, come autore fu specializzato in un genere di storie misteriose che esaminavano le segrete spinte interiori ed alludevano al male, sfiorando il soprannaturale. Ebbe una decisiva influenza su autori come Auguste Villiers de l'Isle-Adam, Henry James e Marcel Proust, nonché, in tempi più recenti, sull'opera di Carmelo Bene.

## Biografia
(Charles Baudelaire)
La sua famiglia è politicamente di fede legittimista e professa un cattolicesimo con forti simpatie per il giansenismo. Trascorre l'infanzia nel Cotentin e studia legge a Caen. In questa località diventa amico del libraio Trébutien che lo avvicina, seppur per un breve periodo, alle idee liberali. Dopo aver trascorso un periodo di vita in agiatezza, ma anche in dissolutezza, è costretto a guadagnarsi da vivere e quindi incomincia la collaborazione con diversi giornali e riviste.
Negli anni '50 dell'Ottocento, Barbey d'Aurevilly diventa critico letterario per la rivista Le Pays. Paul Bourget lo descrive come un sognatore con uno squisito talento visionario, il quale cerca e trova nei propri lavori un rifugio nei confronti di un mondo che non gli è congeniale. Jules Lemaître, un critico più severo, rintraccia i segni di un esagerato Byronismo negli straordinari delitti dei suoi eroi e delle sue eroine, nelle sue posizioni reazionarie, nonché nel suo dandismo e snobismo.
Nei suoi scritti si mescolano il rigore del moralista con il gusto della contraddizione e la ricerca di stupire continuamente il lettore. Dispensa condanne e censure, bersagliando con toni sarcastici, mode, usi, costumi, uomini e opere.
Amato dai decadentisti di fine Ottocento, Barbey d'Aurevilly è il classico esempio dei caratteri che i Romantici sapevano assumere e, leggendo le sue opere, si comprende il discredito che ne derivò nel successivo Vittorianesimo. Assume posizioni fortemente cattoliche, prende come soggetti dei suoi romanzi temi molto rischiosi, si dà un tono aristocratico e allude ad un passato misterioso, sebbene la sua parentela sia completamente rispettabile e la sua giovinezza banale ed innocente.
Ispirato dalla popolazione e dall'ambiente di Valognes, nei suoi scritti si pone in contrasto con le strutture sociali dell'aristocrazia della Normandia. Sebbene non scriva in normanno, incoraggia una ripresa dell'uso del dialetto.
Tra le sue opere più apprezzate, si ricordano Les Diaboliques (1874), sei racconti nei quali la profondità dell'introspezione è pari almeno all'abilità di ritagliare personaggi e atmosfere demoniaci.
Negli ultimi anni ebbe come segretario il giovane scrittore Léon Bloy.
Jules-Amédée Barbey d'Aurevilly muore a Parigi nel 1889 e viene tumulato nel cimitero di Montparnasse. Nel 1926 i suoi resti vengono trasferiti al cimitero di Saint-Sauveur-le-Vicomte.

## Opere

### Narrativa
- Le Cachet d'onyx (1831)
  - trad. Il sigillo d'onice, a cura di Marina Pisaturo, Novecento, Palermo 1989
  - trad. Felicia Lustrì, in Una storia senza nome, introduzione di Giovanni Bogliolo, Bibliografica, Milano 1993
- Léa (1832)
  - trad. Felicia Lustrì, in Una storia senza nome, introduzione di Giovanni Bogliolo, Bibliografica, Milano 1993
- L'Amour impossible. Chronique parisienne (1841, 1859)
- La Bague d'Annibal (1842)
  - trad. Natale Cioli, L'anello d'Annibale, Carabba, Lanciano 1932
  - trad. L'anello di Annibale, a cura di Marina Pisaturo, Novecento, Palermo 1989
- Le Dessous de cartes d'une partie de whist (1850) [poi in Les Diaboliques]
- Une vieille maîtresse (1851)
- L'Ensorcelée (1852, 1858)
  - trad. Ercole Moreni, La donna affascinata, Sandron, Palermo 1911
  - trad. Domenico Giuliotti, La stregata, Augusta, Firenze 1946
  - trad. G. Cornali, La stregata, Valsecchi, Milano 1946
  - trad. Alberto Beretta Anguissola, La stregata, introduzione di Alfredo Cattabiani, Rusconi, Milano 1975
  - trad. Gilda Piersanti, L'indemoniata, Editori Riunti (coll. "Albatros"), Roma 1987
  - trad. Gian Piero Bona, La stregata, Einaudi (coll. "Scrittori tradotti da scrittori"), Torino 1992
- Les Chevalier Des Touches (1864) [basato sulla via di Jacques Destouches de Langotière, 1780-1858]
  - trad. Il cavaliere delle Touches. La felicità nel delitto, Sonzogno, 1906
  - trad. Il cavaliere delle Touches, Sonzogno, 1935
  - trad. Mario Bonfantini, Il cavaliere Des Touches, a cura di Carlo Cordié, Bompiani, Milano 1944
  - trad. Il cavaliere Des Touches, A. Curcio, Roma 1979
- Un prêtre marié (1865)
  - trad. Il dramma del rinnegato, Sas, Roma 1949
  - trad. Giovanni Ferrero, Un prete sposato, 2 voll., Paoline, Milano 1965
- Le Plus Bel Amour de Don Juan (1867) [poi in Les Diaboliques]
- Les Diaboliques (1874) [sei racconti: Le Rideau cramoisi - Le Plus Bel Amour de Don Juan - Le Bonheur dans le crime - Le Dessous de cartes d'une partie de whist - À un dîner d'athées - La Vengeance d'une femme]
  - trad. Il più bell'amore di Don Giovanni, Modernissima, 1919 [Le Plus Bel Amour de Don Juan]
  - trad. Silvio Catalano, Le diaboliche, Facchi, Milano 1920
  - trad. La vendetta d'una donna, Facchi 1923 [La Vengeance d'une femme]
  - trad. Anna Franchi, Le diaboliche, Sonzogno, 1926
  - trad. La duchessa d'Arcos, Nerbini, Firenze 1928 [La Vengeance d'une femme]
  - trad. E. Minoia, Le diaboliche, Il Balcone, Milano 1945
  - trad. Camillo Sbarbaro, Le diaboliche, Bompiani, Milano 1945; SE, Milano 1987, 2004; Feltrinelli Milano 2013
  - Le tende cremisi, in Le più belle novelle dell'Ottocento, Roma : Casini, 1957, vol. I, pp. 115–152 [Le Rideau cramoisi]
  - trad. Elena Giolitti, Le diaboliche, prefazione di Mario Praz, Feltrinelli, Milano 1962; Newton Compton, Roma 1993
  - trad. Felice Filippini, Le diaboliche, Rizzoli, Milano 1962
  - trad. Anna e Alfredo Cattabiani, Le diaboliche, introduzione di Alfredo Cattabiani, Rusconi, Milano 1977
  - trad. Due storie diaboliche, Franco Maria Ricci (collana "La biblioteca blu"), Milano 1977 [Le Rideau cramoisi - La Vengeance d'une femme]
  - trad. Le diaboliche, Barbès, Firenze 2008
  - trad. Il più bell'amore di don Giovanni, a cura di Idolina Landolfi, L'argonauta, Latina 2000 [Le Plus Bel Amour de Don Juan]
- Une histoire sans nom (1882)
  - trad. Storia senza nome, a cura di Renzo Poggi, Libreria Ed. Fiorentina, Firenze 1947
  - trad. Dino Naldini, Storia senza nome, Vallecchi, Firenze 1947
  - trad. Felicia Lustrì, in Una storia senza nome, introduzione di Giovanni Bogliolo, Bibliografica, Milano 1993
  - trad. Mariangela Miotti, Una storia senza nome, introduzione di Liana Nissim, Marsilio, Venezia 1995
- Une page d'histoire (1882) [poi come Retour de Valognes. Un poème inédit de Lord Byron (1886)]
  - trad. Felicia Lustrì, in Una storia senza nome, introduzione di Giovanni Bogliolo, Bibliografica, Milano 1993
- Ce qui ne meurt pas (1884)

### Raccolte
- Les Œuvres complètes, a cura di Joseph Quesnel (1926-1927, 17 voll.) [ristampata da Slatkine, Ginevra 1979 e segg.]
- Œuvres romanesques complètes, a cura di Jacques Petit (1964-1966, 2 voll., coll. "Bibliothèque de la Pléiade" n. 175 e n. 184)
- Romans, a cura di Judith Lyon-Caen, (2013, coll. "Quarto")

### Poesie
- Ode aux héros des Thermopyles (1825)
- Poussières (1854)
- Poésies commentées par lui-même (1870)
- Amaïdée (1889)
- Rythmes oubliés (1897)

### Critica
- Du Dandysme et de George Brummell (1845)
  - trad. Mario A. Meschini, Del dandismo e di George Brummell, Astrolabio, Roma 1943
  - trad. Alba Pellegrino Ceccarelli, Lord Brummell e il dandismo, introduzione di Attilio Brilli, Sellerio, Palermo 1981
  - trad. Maria Luigia Mavulucci e Luca Giorgio d'Orsi, Del dandismo e di George Brummell, Marginalia, Roma 1981
  - trad. George Brummell e il dandysmo, a cura di Eugenio Burgio, Ippocampo, Venezia 1992
  - trad. Del dandysmo e di George Brummel, a cura di Mario Ubaldini, Passigli, Firenze 1993
  - trad. Valentina Palombi, George Brummell e il dandismo, Studio Tesi, Pordenone 1994
  - trad. Il gran dandy. Il dandismo e George Brummell, a cura di Stefano Lanuzza, Stampa alternativa, Viterbo 2010
- Les Prophètes du passé (1851)
- Les Œuvres et les hommes (1860-1909, 19 voll.)
- Les Quarante Médaillons de l'Académie (1864)
- Les Ridicules du temps (1883)
- Pensées détachées. Fragments sur les femmes (1889)
- Polémiques d'hier (1889)
- Dernières Polémiques (1891)
- Théâtre contemporain, 1870-1883 (1892-1896)
- A côté de la grande histoire (1904)
- Goethe et Diderot (1913)
- Articles inédits (1852-1884) (1972, a cura di Andrée Hirschi e Jacques Petit)
- Premiers articles (1831-1852) (1973, a cura di Andrée Hirschi e Jacques Petit)
- L'Europe des écrivains (2000, antologia)
  - Impressioni di storia e di letteratura italiana raccolte e tradotte a cura di Ubaldo Scotti, Carabba, Lanciano 1914 [antologia]
  - trad. Roberto Palmarocchi, Stroncature. Poeti, filosofi, romanzieri, accademici, Formiggini, Roma 1927 [antologia]

### Diari ed epistolari
- Memoranda. Journal intime 1836-1864, Prefazione di Paul Bourget, Paris, Rouveyre et G. Blond, 1883; 1947, 1993.
  - Memoranda, a cura di Vito Sorbello, Collana Biblioteca, Torino, Aragno, 2022, ISBN 978-88-938-0186-7.
- Lettres à Trebutien, 4 voll., in Les Œuvres complètes, cit.
- Correspondance générale (1824-1888), 9 voll., a cura di Philippe Berthier e Andrée Hirschi, 1980-1989.
- Disjecta membra, (quaderni di appunti), a cura di Georges Dumesnil e Camille Monnet, La Connaissance, 1925.
- Omnia, (quaderni di appunti), a cura di Andrée Hirschi e Jacques Petit, Paris, Grasset, 2008.
- Le Traité de la Princesse ou la Princesse Maltraitée, a cura di Mathilde Bertrand, 2012.

## Adattamenti cinematografici
- Don Giovanni tratto da Le Plus Bel Amour de Don Juan - regia di Carmelo Bene (1970)
- Une vieille maîtresse - regia di Catherine Breillat (2007)